# Sepedon noteoi
Sepedon noteoi är en tvåvingeart som beskrevs av Steyskal 1980. Sepedon noteoi ingår i släktet Sepedon och familjen kärrflugor. Inga underarter finns listade i Catalogue of Life.